# Fronte di Liberazione Nazionale (Macedonia)
Il Fronte di Liberazione Nazionale (Narodnoosloboditelen front, NOF; in macedone: Народно Ослободителен Фронт), anche noto come Fronte popolare di liberazione, fu un'organizzazione politica e militare comunista creata da alcuni esponenti comunisti della minoranza macedone slava in Grecia. Il Fronte operò dal 1945 al 1949, prendendo parte alla guerra civile greca (1943-1949) a partire dalla fondazione dell'organizzazione. Secondo la classe dirigente del Fronte, la partecipazione dell'organizzazione al conflitto aveva connotati più nazionalisti che comunisti, avendo l'obbiettivo delle secessione della Macedonia dalla Grecia.

## Contesto

### Seconda guerra mondiale

#### Occupazione della Grecia durante la seconda guerra mondiale
Mentre la maggior parte del territorio della Grecia era occupato dalle potenze dell'Asse durante la seconda guerra mondiale, vennero creati dei movimenti di resistenza da una parte della popolazione greca, mentre tra la popolazione slava si vennero a creare i battaglioni collaborazionisti Ohrana. Dopo che la Grecia venne occupata da Italia, Germania e Bulgaria, si formarono diversi gruppi e movimenti di guerriglieri in tutto la regione settentrionale della Grecia. Alcuni di essi combatterono contro l'occupazione, come Napoleon Zervas e il suo Esercito Nazionale Democratico Ellenico (Ethnikos Dimokratikos Ellinikos Syndesmos, EDES; in greco: Ε.Δ.Ε.Σ. - Εθνικός Δημοκρατικός Ελληνικός Σύνδεσμος), mentre altri gruppi furono sostanzialmente collaborazionisti con l'occupante, come i battaglioni Ohrana, molti dei quali successivamente si unirono al Fronte di liberazione nazionale slavo-macedone (SNOF). Vi era anche l'Esercito popolare greco di liberazione (Ellinikós Laïkós Apeleftherotikós Stratós, ELAS; in greco, Ελληνικός Λαϊκός Απελευθερωτικός Στρατός), un esercito partigiano guidato dal Partito Comunista di Grecia (Kommounistiko Komma Elladas, KKE; in greco, Κομμουνιστικό Κόμμα Ελλάδας). Sebbene l'ELAS in alcuni casi abbia fatto affidamento su una mobilitazione forzata, gli appartenenti al gruppo etnico macedone simpatizzarono con l'ELAS e il KKE per via della loro posizione positiva nei confronti delle minoranze etniche in Grecia e poiché accettarono le richieste dell'Unione Sovietica per uno stato indipendente della Macedonia che potesse occupare la Grecia settentrionale.

Nel libro "After The war Was Over: Reconstructing the Family, Nation, and State in Greece, 1943-1960" di Mark Mazower e pubblicato dalla Princeton University Press, viene sottolineato che:
Le testimonianze iniziarono a divenire sempre più complicate e a rivelare la reale natura del problema quando i testimoni hanno raccontato le attività di un prigioniero accusato durante l'occupazione che, essendo stato un leale compagno dei bulgari nei primi anni dell'occupazione, apparirebbe improvvisamente come un membro del Fronte di liberazione nazionale slavo-macedone (SNOF). Questi erano gli Okhranisti, elementi armati delle unità sostenute dai bulgari, che si unirono rapidamente alle unità di lingua slava ufficialmente sotto la giurisdizione dell'EAM per evitare punizioni dopo l'occupazione. Alcuni di loro hanno anche scelto di sposare il manifesto SNOF per quanto riguarda l'autonomia della Macedonia. Altri sembrano essere passati al SNOF dopo il servizio attivo con l'EAM.

Molti degli accusati scapparono e vennero condannati in contumacia. Essi tendevano a essere o sostenitori fanatici della causa bulgara che aveva accompagnato la partenza della truppe bulgare nell'ottobre 1944, o autonomisti che erano riusciti a fuggire verso la Jugoslavia.

## Guerra civile greca

### Fondazione del Fronte di Liberazione Nazionale (NOF) e le prime azioni
Dopo la liberazione della Grecia e la firma del trattato di Varkiza nel febbraio 1945, non vi fu alcun cenno di una possibile stabilizzazione politica del paese. Le forze guidate dal Partito Comunista di Grecia (KKE) vennero isolate dal processo, e l'intervento del Regno Unito sostenne di fatto il governo di destra formatosi ad Atene. Dopo che l'Esercito popolare greco di liberazione (ELAS) venne smantellato parzialmente, il KKE e le sue forze si concentrarono sulla lotta politica. Tuttavia, mentre il KKE stava negoziando e lottando all'interno del contesto politico, nella Grecia settentrionale dei gruppi di collaborazioni degli ex-Battaglioni di sicurezza (Ellinika Tagmata Asphaleias) e di forze governative perseguitarono l'etnia macedone, accusando di azioni miranti all'autonomia della regione.
Il 23 aprile 1945, un certo numero di macedoni a Edessa, Kastoria e Florina, tra cui Paskal Mitrevski, Mihail Keramidzhiev, Georgi Udrov, Atanas Koroveshov, Pavle Rakovski e Mincho Fotev, formarono il Fronte di Liberazione Nazionale (NOF). Secondo il suo statuto, gli obbiettivi del NOF furono: resistere agli "aggressori monarchici e fascisti", combattere per la democrazia, per una repubblica greca e per la preservazione fisica della popolazione di etnia macedone.
Il NOF organizzò incontri, proteste di strada e nelle fabbriche, e pubblicò dei giornali clandestini. I membri del KKE di etnia macedone, che fuggirono dalla Grecia quando il paese venne liberato, cominciarono a tornare alle loro case, e molti di essi si unirono ai ranghi del NOF. Presto il gruppo iniziò a formare dei distaccamenti partigiani.
Prima che il KKE avesse annunciato l'inizio della lotta armata dell'Esercito Democratico Greco (Dimokratikos Stratos Elladas, DSE; in greco, Δημοκρατικός Στρατός Ελλάδας,  ΔΣΕ) nel 1946, il NOF stava già operando indipendentemente e autonomamente dal KKE, e prese parte a diversi scontri armati con le forze governative, che avevano il supporto britannico. Di conseguenza, il NOF stimolò l'inizio di un'insurrezione armata delle forze comuniste contro il governo. Il NOF creò anche dei comitati regionali in tutte le aree con una concentrazione di macedoni tra la popolazione, come Florina, Edessa, Giannitsa e Kastoria.